# بني عربي
سمك البني العربي (الاسم العلمي: Arabibarbus)، جنس من الشبوطيات. هي أسماك يبلغ حجمها من متوسط إلى كبير جدًا توجد في المياه العذبة في غرب آسيا.

## الأنواع
لقد تسبب الوضع التصنيفي لهذه الأنواع تاريخيًا في حدوث ارتباك كبير وقد وضعت سابقًا في سمك البني أو تور (سمك)، على الرغم من وضع الأنواع الموصوفة في 2014 في سمك البني العربي.
يوجد حاليًا ثلاثة أنواع معترف بها من هذا الجنس:
- بني عربي عربي (Trewavas, 1941)
- بني عربي حضرمي Borkenhagen, 2014
- Arabibarbus grypus (Heckel [الإنجليزية], 1843) (Shirbot)